# 433 aC
El 433 aC va ser un any del calendari romà prejulià. Era l'any 321 ab urbe condita. La denominació 433 aC per a aquest any s'ha emprat des de l'edat mitjana, quan el calendari Anno Domini va ser el mètode més usat a Europa per a anomenar els anys.

## Esdeveniments
- Pèricles estableix una aliança defensiva amb Còrcira (actual Corfú), la força naval més important a la Mar Jònica i punyent enemiga de Corint. Com a resultat, Atenes intervé en la disputa entre Corint i Còrcira i, en la batalla de les illes Síbotes, un petit contingent naval comandat per l'atenenc Lacedemoni, evita que la flota de Corint aconsegueixi la caiguda de Còrcira. Després d'això, Atenes va assetjar Potidea, tributària i aliada d'Atenes, però colònia de Corint.[2]
- Atenes dona un ultimàtum a Potidea, una antiga colònia de Corint que forma part de la Lliga de Delos. Han d'arrasar les muralles, lliurar ostatges i expulsar els magistrats corintis. Potidea va enviar una ambaixada a Atenes per demanar una suavització dels termes, sense èxit. També va enviar una ambaixada secreta a Esparta, acompanyada d'alguns corintis, que haurien obtingut la promesa d'una invasió de l'Àtica si els atenesos atacaven Potidea.[3]
- A Roma són elegits tribuns amb potestat consular Marc Fabi Vibulà, Marc Fosli Flaccinàtor i Luci Sergi Fidenat.[4]

## Necrològiques
- Segons Diodor de Sicília, aquell any va morir Espàrtoc I, rei del Bòsfor Cimmeri.[5]